# Tour de Colombie 1953
Le Tour de Colombie 1953, qui se déroule du 19 février au 8 mars 1953, est remporté par le Colombien Ramón Hoyos, devant le vainqueur du précédent Tour, José Beyaert. Cette épreuve est composée de 15 étapes pendant lesquelles les cyclistes ont parcouru une distance totale de 1 923 km.

## Étapes
| Étape     | Date       | Villes étapes       |  | Distance (km) | Vainqueur d’étape      | Leader du classement général |
| --------- | ---------- | ------------------- |  | ------------- | ---------------------- | ---------------------------- |
| 1re étape | 19 janvier | Bogota - Honda      |  | 163           | Efraín Forero          | Efraín Forero                |
| 2e étape  | 20 janvier | Honda - Fresno      |  | 41            | Carlos A. Orejuela     | Efraín Forero                |
| 3e étape  | 21 janvier | Fresno - Manizales  |  | 100           | José Beyaert           | Héctor Mesa                  |
| 4e étape  | 22 janvier | Manizales - Aguadas |  | 126           | Ramón Hoyos            | Ramón Hoyos                  |
| 5e étape  | 23 janvier | Aguadas - Medellín  |  | 127           | Ramón Hoyos            | Ramón Hoyos                  |
| 6e étape  | 25 janvier | Medellín - Riosucio |  | 169           | Ramón Hoyos            | Ramón Hoyos                  |
| 7e étape  | 26 janvier | Riosucio - Pereira  |  | 124           | Ramón Hoyos            | Ramón Hoyos                  |
| 8e étape  | 27 janvier | Pereira - Sevilla   |  | 112           | José Beyaert           | Ramón Hoyos                  |
| 9e étape  | 28 janvier | Sevilla - Cali      |  | 169           | Óscar Oyola            | Ramón Hoyos                  |
| 10e étape | 2 février  | Cali - Popayán      |  | 167           | Ramón Hoyos            | Ramón Hoyos                  |
| 11e étape | 3 février  | Popayán - La Plata  |  | 147           | Ramón Hoyos            | Ramón Hoyos                  |
| 12e étape | 4 février  | La Plata - Neiva    |  | 176           | Ramón Hoyos            | Ramón Hoyos                  |
| 13e étape | 6 février  | Saldaña - Ibagué    |  | 74            | Octavio Echeverry (en) | Ramón Hoyos                  |
| 14e étape | 7 février  | Ibagué - Girardot   |  | 88            | Héctor Mesa            | Ramón Hoyos                  |
| 15e étape | 8 février  | Girardot - Bogota   |  | 140           | Ramón Hoyos            | Ramón Hoyos                  |